# Women's International Boxing Federation

Logo officiel de la WIBF

La Women's International Boxing Federation (WIBF) est l'une des principales fédérations internationales de boxe anglaise professionnelle féminine. Fondée au milieu des années 1990, son siège est situé à Miami, Floride. Sa présidente est Barbara Buttrick.